# Willem Dafoe
William James „Willem“ Dafoe (* 22. července 1955) je americký filmový a divadelní herec. Patří k zakládajícím členům experimentální divadelní společnosti The Wooster Group. Je znám například z filmů Žít a zemřít v L. A., Četa, Poslední pokušení Krista, Ve stínu upíra, Hořící Mississippi, Pokrevní bratři a z filmové série Spider-Man.

## Mládí
Dafoe, šesté z osmi dětí, se narodil jako William James Dafoe v Appletonu ve státě Wisconsin. Je synem Muriel Isabel (rozené Sprissler), zdravotní sestry z Bostonu, a chirurga Williama Alfreda Dafoea. Jeho děda pocházel z Belleville v Ontariu. Své původní jméno „William“ si změnil na „Willem“ (nizozemská verze „William“), aby mu lidé neříkali „Billy“. Poté, co byl vyhozen ze Appleton East High School za výrobu videa, které vedení školy označilo za pornografické, dokončil svá studia nedaleko na Lawrence University. Poté studoval drama na University of Wisconsin-Milwaukee, ale školu opustil před promocí, protože se přidal k nově vzniklé avantgardní skupině Theatre X.

## Kariéra
Po čtyřletém turné s Theatre X po Spojených státech a Evropě se přestěhoval do New Yorku a přidal se k experimentální divadelní skupině The Performance Group. Dafoeova filmová kariéra začala v roce 1981, když si zahrál ve filmu Nebeská brána (Heaven's Gate), ale jeho role byla z filmu vystřižena. V polovině 80. let byl obsazen Williamem Friedkinem do filmu Žít a zemřít v L. A., ve kterém Dafoe ztvárnil roli padělatele Ricka Masterse. O rok později hrál vůdce motorkářského gangu ve filmu Nemilovaná (The Loveless) a později hrál podobnou roli ve filmu Ohnivé ulice, ale jeho zlomovou rolí byla postava soucitného seržanta Eliase ve filmu Četa (1986). V roce 1988 Dafoe hrál v jiném filmu zasazeného do války ve Vietnamu – ve filmu Saigon ztvárnil roli vyšetřovatele, agenta Bucka McGriffa. Od té doby se stál populárním charakterním hercem. Často hraje vznětlivé a podlé role, jako je třeba Green Goblin ve filmech o Spider-Manovi a Barillo ve filmu Tenkrát v Mexiku. Předtím byl zvažován k obsazení role Jokera ve filmu Tima Burtona a Sama Hamma z roku 1989 Batman. Hamm vzpomíná: „Připadlo nám, že Willem Dafoe vypadá přesně jako Joker.“ Roli nakonec dostal Jack Nicholson. Také ztvárnil Ježíše ve filmu Poslední pokušení Krista (1988). Tenkrát poznamenal: „Do dneška jsem nemohl uvěřit, že jsem byl tak drzý, abych hrál roli Ježíše“.

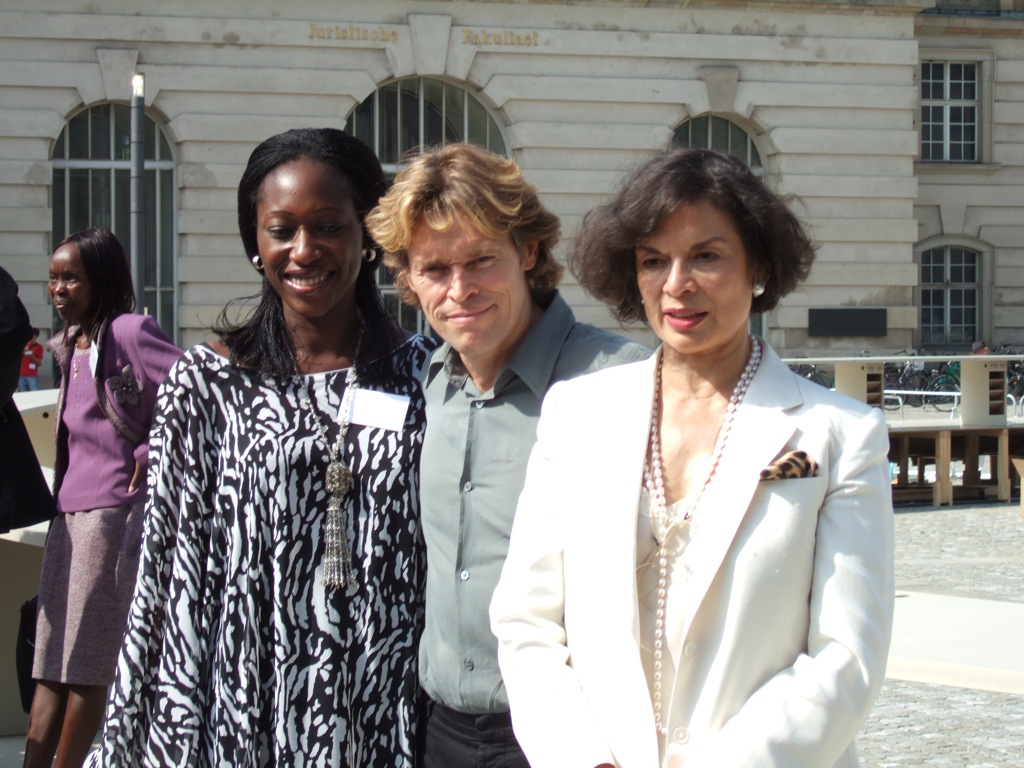
Hafsat Abiola, Willem Dafoe a Bianca Jagger na Bebelplatz, Berlín. Září 2006

Hrál v erotickém thrilleru Tělo jako důkaz s Madonnou. V tomto filmu se objevil nahý, ve scéně na parkovišti, kde Madonně provádí orální sex. V roce 1991 Willem Dafoe ztvárnil manhattanského drogového dealera ve filmu Muž bez spánku. Tento film byl přijat kladně jak diváky, tak i kritiky. Dafoe hrál excentrického agenta FBI ve filmu Pokrevní bratři (1999) a ve filmu Americké psycho (2000). Hrál také v animovaném filmu Hledá se Nemo, kde propůjčil hlas Gillovi.
Krátce pracoval jako model – v roce 1990 na kampani firmy Prada. V roce 2004 Dafoe propůjčil svůj hlas ve videohře o Jamesi Bondovi Everything or Nothing padouchovi Nikolai Diavolovi. V roce 2006 hrál velitele zásahové jednotky ve filmu Spojenec.
Hrál mimo jiné po boku Rowana Atkinsona ve filmech Mr. Bean: Největší filmová katastrofa (1997) a Prázdniny pana Beana (2007).
Byl nominován na Oscara za nejlepší mužský herecký výkon ve vedlejší roli v roce 1986 za film Četa a v roce 2000 za film Ve stínu upíra.

## Osobní život
Dafoe potkal režisérku Elizabeth LeCompte u The Performance Group. LeCompte a Dafoe částečně obnovili The Performance Group a stali se spolupracovníky a zakládajícími členy The Wooster Group, a poté vznikl jejich vztah. Jejich syn Jack se narodil v roce 1982. Pár se rozešel v roce 2004. Dafoe si vzal italskou režisérku a herečku Giadu Colagrande 25. března 2005.
Je spolumajitelem restaurace s hereckým kolegou z Čety Johnem C. McGinleyem.
Dafoeův bratr Donald je chirurg a vědec.

## Filmografie

### Film
| Rok  | Název                                          | Role                           | Poznámka                                                            |
| ---- | ---------------------------------------------- | ------------------------------ | ------------------------------------------------------------------- |
| 1980 | Nebeská brána                                  | Extra                          | neuveden v titulcích                                                |
| 1982 | Nemilovaná                                     | Vance                          |                                                                     |
| 1983 | Hlad                                           | Druhý mladík u telefonní budky |                                                                     |
| 1984 | Roadhouse 66                                   | Johnny Harte                   |                                                                     |
| 1984 | New York Nights                                | Přítel                         |                                                                     |
| 1984 | Ohnivé ulice                                   | Raven Shaddock                 |                                                                     |
| 1985 | Žít a zemřít v L.A.                            | Erick „Rick” Masters           |                                                                     |
| 1986 | Četa                                           | Sgt. Elias K. Grodin           | Nominace na Oscar za nejlepší mužský herecký výkon ve vedlejší roli |
| 1988 | Saigon                                         | Buck McGriff                   |                                                                     |
| 1988 | Poslední pokušení Krista                       | Ježíš                          |                                                                     |
| 1988 | Hořící Mississippi                             | Agent Alan Ward                |                                                                     |
| 1989 | Triump ducha                                   | Salamo Arouch                  |                                                                     |
| 1989 | Narozen 4. července                            | Charlie - Villa Dulce          |                                                                     |
| 1990 | Cry-Baby                                       | Hateful Guard                  | Cameo                                                               |
| 1990 | Zběsilost v srdci                              | Bobby Peru                     |                                                                     |
| 1991 | Let vetřelce                                   | Lt. Cmdr. Virgil „Tiger” Cole  |                                                                     |
| 1992 | Bílé písky                                     | Zástupce šerifa Ray Dolezal    |                                                                     |
| 1992 | Muž bez spánku                                 | John LeTour                    |                                                                     |
| 1993 | Tělo jako důkaz                                | Frank Dulaney                  |                                                                     |
| 1993 | Tak daleko, tak blízko                         | Emit Flesti                    |                                                                     |
| 1994 | Tom a Viv                                      | Tom Eliot                      |                                                                     |
| 1994 | Jasné nebezpečí                                | John Clark                     |                                                                     |
| 1995 | Victory                                        | Axel Heyst                     |                                                                     |
| 1995 | The Night and the Moment                       | The Writer                     |                                                                     |
| 1996 | Basquiat                                       | Elektrikář                     |                                                                     |
| 1996 | Anglický pacient                               | David Caravaggio               |                                                                     |
| 1997 | Nebezpečná rychlost 2: Zásah                   | John Geiger                    |                                                                     |
| 1997 | Utrpení                                        | Rolfe Whitehouse               |                                                                     |
| 1998 | Lulu na mostě                                  | Dr. Van Horn                   |                                                                     |
| 1998 | Lovci mozků                                    | X                              |                                                                     |
| 1999 | eXistenZ                                       | Gas                            |                                                                     |
| 1999 | Pokrevní bratři                                | Paul Smecker                   |                                                                     |
| 2000 | Americké psycho                                | Detektiv Donald Kimball        |                                                                     |
| 2000 | Věznice                                        | Earl Copen                     |                                                                     |
| 2000 | Ve stínu upíra                                 | Max Schreck                    | Nominace na Oscar za nejlepší mužský herecký výkon ve vedlejší roli |
| 2000 | Toreador zkázy                                 | Otec Ramirez                   |                                                                     |
| 2001 | Pavilón žen                                    | Otec Andre                     |                                                                     |
| 2001 | Moje válka                                     | Kněz                           |                                                                     |
| 2002 | Spider-Man                                     | Green Goblin / Norman Osborn   |                                                                     |
| 2002 | Auto Focus - Muži uprostřed svého kruhu        | John Henry Carpenter           |                                                                     |
| 2003 | Hledá se Nemo                                  | Gill (hlas)                    |                                                                     |
| 2003 | Hra o smrti                                    | Martin                         |                                                                     |
| 2003 | Tenkrát v Mexiku                               | Armando Barillo                |                                                                     |
| 2003 | Camel Cricket City                             | Camel Cricket (hlas)           | krátkometrážní film                                                 |
| 2004 | Únos                                           | Arnold Mack                    |                                                                     |
| 2004 | Spider-Man 2                                   | Green Goblin / Norman Osborn   |                                                                     |
| 2004 | Život pod vodou                                | Klaus Daimler                  |                                                                     |
| 2004 | Pod kontrolou                                  | Dr. Michael Copeland           |                                                                     |
| 2004 | Letec                                          | Roland Sweet                   |                                                                     |
| 2005 | xXx: Nová dimenze                              | Generál George Deckert         |                                                                     |
| 2005 | Manderlay                                      | Otec Grace                     |                                                                     |
| 2005 | ČErná vdova                                    | Leslie                         |                                                                     |
| 2005 | Návrat pana Ripleyho                           | Neil Murchison                 |                                                                     |
| 2006 | Hledáme Ydol                                   | personální šéf                 |                                                                     |
| 2006 | Spojenec                                       | kapitán John Darius            |                                                                     |
| 2006 | Tales from Eartshea                            | Cob (hlas)                     |                                                                     |
| 2006 | Paříži, miluji tě                              | kovboj                         | Povídka: Place des Victoires                                        |
| 2007 | Jako vzteklí psi                               | senátor Larry Lockner          |                                                                     |
| 2007 | Prázdniny pana Beana                           | Carson Clay                    |                                                                     |
| 2007 | Spider-Man 3                                   | Green Goblin / Norman Osborn   |                                                                     |
| 2007 | Go Go Tales                                    | Ray Ruby                       |                                                                     |
| 2007 | Jiná perspektiva                               | Det. Stan Aubrey               |                                                                     |
| 2008 | Světlušky v zahradě                            | Charles Waechter               |                                                                     |
| 2008 | Okamžik vzkříšení                              | velitel Klein                  |                                                                     |
| 2008 | Prach času                                     | A                              |                                                                     |
| 2009 | Upírův pomocník                                | Gavner Purl                    |                                                                     |
| 2009 | Fantastický pan Lišák                          | Krysa (hlas)                   |                                                                     |
| 2009 | Pokrevní bratři 2                              | Paul Smecker                   | cameo                                                               |
| 2009 | Antikrist                                      | on                             |                                                                     |
| 2009 | Synku, synku, cos to proved                    | detektiv Havenhurst            |                                                                     |
| 2009 | Krycí jméno: Farewell                          | Feeney                         |                                                                     |
| 2009 | Svítání                                        | Elvis                          |                                                                     |
| 2010 | Miral                                          | Eddie                          |                                                                     |
| 2010 | A Woman                                        | Max Oliver                     |                                                                     |
| 2011 | 4:44 Last Day on Earth                         | Cisco                          |                                                                     |
| 2011 | The Hunter                                     | Martin David                   |                                                                     |
| 2012 | Zítra zemřeš                                   | Buddha                         |                                                                     |
| 2012 | John Carter: Mezi dvěma světy                  | Tars Tarkas (hlas)             |                                                                     |
| 2013 | Beyond: Two Souls                              | Nathan Dawkins                 | Počítačová hra                                                      |
| 2013 | Nymfomanka, část II.                           | L                              |                                                                     |
| 2013 | Pryč od pece                                   | John Petty                     |                                                                     |
| 2013 | Neobyčejný Odd Thomas                          | Wyatt Porter                   |                                                                     |
| 2014 | Pasolini                                       | Pier Paolo Pasolini            |                                                                     |
| 2014 | John Wick                                      | Marcus                         |                                                                     |
| 2014 | Hvězdy nám nepřály                             | Peter Van Houten               |                                                                     |
| 2014 | Prohnilá země                                  | Bud Carter                     |                                                                     |
| 2014 | Grandhotel Budapešť                            | J.G. Jopling                   |                                                                     |
| 2014 | Nejhledanější muž                              | Tommy Brue                     |                                                                     |
| 2015 | My Hindu Friend                                | Diego Fairman                  |                                                                     |
| 2016 | Prokletý kšeft                                 | Mad Dog                        |                                                                     |
| 2016 | Muž na pravém místě                            | Ed Blackridge                  |                                                                     |
| 2016 | Sculpt                                         |                                |                                                                     |
| 2016 | Velká čínská zeď                               | Ballard                        |                                                                     |
| 2016 | Hledá se Dory                                  | Gill (hlas)                    |                                                                     |
| 2017 | Liga spravedlnosti                             | Nuidis Vulko                   |                                                                     |
| 2017 | Opus Zero                                      | Paul                           |                                                                     |
| 2017 | Vražda v Orient expresu                        | Gerhard Hardman                |                                                                     |
| 2017 | Death Note                                     | Ryuk                           |                                                                     |
| 2017 | 7 životů                                       | Terrence Settman               |                                                                     |
| 2017 | The Florida Project                            | Bobby                          |                                                                     |
| 2018 | Aquaman                                        | Nuidis Vulko                   |                                                                     |
| 2018 | U brány věčnosti                               | Vincent Van Gogh               |                                                                     |
| 2019 | Maják                                          | Thomas Wake                    |                                                                     |
| 2019 | Temná tvář Brooklynu                           | Paul Randolph                  |                                                                     |
| 2019 | Togo                                           | Leonhard Seppala               |                                                                     |
| 2019 | Tommaso                                        | Tommaso                        |                                                                     |
| 2019 | V oblacích                                     | Yves (hlas)                    |                                                                     |
| 2020 | To poslední, co chtěl                          | Richard McMahon                |                                                                     |
| 2021 | Francouzská depeše Liberty, Kansas Evening Sun | Albert „Abacus”                |                                                                     |
| 2021 | Liga spravedlnosti Zacka Snydera               | Vulko                          |                                                                     |
| 2021 | Spider-Man: Bez domova                         | Norman Osborn/Zelený skřet     |                                                                     |
| 2021 | The Card Counter                               | Gordo                          |                                                                     |
| 2021 | Ulička přízraků                                | Clem Hoately                   |                                                                     |
| 2022 | Seveřan                                        | Heimir the Fool                |                                                                     |
| 2022 | Lovec hlav                                     | Joe Cribbens                   |                                                                     |
| 2023 | Chudáčci                                       | Godwin Baxter                  |                                                                     |
| 2023 | Asteroid City                                  | Saltzburg Keitel               |                                                                     |
| 2023 | Uvnitř                                         | Nemo                           |                                                                     |
| 2024 | Milé laskavosti                                | Raymond/George/Omi             |                                                                     |
| 2024 | Beetlejuice Beetlejuice                        | Wolf Jackson                   |                                                                     |
| 2024 | Nosferatu                                      | prof. Albin Eberhart Von Franz |                                                                     |

### Televize
| Rok  | Název               | Role            | Poznámka                                           |
| ---- | ------------------- | --------------- | -------------------------------------------------- |
| 1986 | The Hitchhiker      | Jeffrey Hunt    | díl: „Ghostwriter“                                 |
| 1991 | Fishing With John   | Himself         | díl: „Ice fishing in northern Maine“               |
| 1997 | Simpsonovi          | Velitel (hlas)  | díl: „Tajná válka Lízy Simpsonové“                 |
| 2010 | American Experience | Vypravěč (hlas) | díl: „Into the Deep: America, Whaling & the World“ |
| 2014 | Simpsonovi          | pan Lassen      | díl: „Učitel mučitel“                              |
| 2017 | Piigs               | Vypravěč (hlas) | dokument                                           |